# Courante
Courante (též courant, corant, corrente) je třídobý tanec z období pozdní renesance a baroka.
Slovo courante ve francouzštině znamená „běžící“ a původní italský lidový tanec tohoto jména skutečně byl rychlý, skočný a veselý. Během svého šíření po Evropě však prošel vývojem a pozdější barokní podoba, která se tančila například u francouzského dvora, je spíše pomalejší a důstojná.
V baroku se courante objevuje také jako hudební forma, bývá po allemandě druhou částí taneční suity. I zde zůstává zachováno dělení na dva typy – rychlý, též zvaný italský, a pomalý francouzský. V barokních suitách se běžně vyskytují oba typy, někdy (např. v Bachových klavírních partitách) jsou rozlišeny použitím italského (corrente), resp. francouzského (courante) názvu.